# Paco Durañona
Francisco Manuel Felipe de Durañona y Vedia (Buenos Aires, 18 de octubre de 1974) es un dirigente peronista, fundador del Movimiento Arraigo. Fue dos veces Intendente de San Antonio de Areco, Provincia de Buenos Aires, Argentina, desde 2011 hasta 2019 y Senador de la Provincia de Buenos Aires por Unión por la Patria, en el período 2019-2023.

## Biografía
Hijo de Francisco de Durañona y Vedia (f), quien fuera Diputado Nacional y dirigente fundador de la UCeDe (Unión del Centro Democrático), y de Ana María Capolupo, abogada y exjueza de la Cámara Nacional de Casación Penal.
Estudió en el Colegio Champagnat y se recibió de Abogado en la Universidad Católica Argentina (UCA). Cursó una Maestría en Administración y Políticas Públicas en la Universidad de San Andrés, un Posgrado en Derecho Tributario en la Universidad Católica Argentina y un Posgrado en Políticas Públicas y Gobiernos Locales en la Universidad de Castilla-La Mancha, España, becado por Mercociudades.
Ejerce como abogado desde el año 2000.

## Trayectoria política
En 2007 se presentó como candidato a Intendente por el Frente para la Victoria en San Antonio de Areco. En 2008 fue elegido Presidente del Partido Justicialista del distrito.
En 2009 asumió como Subdirector de Administración de ANSES y en 2010 como Superintendente en la Superintendencia de Seguros de la Nación.
Entre 2009 y 2011 se desempeñó como Concejal por el Frente para la Victoria en San Antonio de Areco. En 2011 ganó las elecciones a Intendente del distrito y en 2015 fue reelecto en el mismo cargo, con el 58% de los votos positivos emitidos. 

### Intendente de San Antonio de Areco (2011-2015 y 2015-2019)
Como Intendente impulsó el modelo de Arraigo en San Antonio de Areco, basado en la implementación de políticas públicas orientadas a frenar la migración de jóvenes a grandes ciudades y el aumento de la desigualdad histórico cultural y estructural, a través de iniciativas inclusivas de hábitat y desarrollo urbano, agregado de valor a la producción primaria, producción local de alimentos, conectividad, infraestructura urbana, barrial, educativa y sanitaria, saneamiento, fuerte apuesta al turismo y la cultura. 
Fue miembro activo de Mercociudades y conformó la Mesa Directiva de la Federación Argentina de Municipios (FAM). 
Conformó el Comité Ejecutivo del Pacto de Milán por la Soberanía alimentaria. 
La gestión municipal obtuvo reconocimiento internacional con iniciativas como la Agencia Municipal de Hábitat, políticas de parto respetado con perspectiva local, impulso a la soberanía alimentaria, prohibición de fumigación aérea, impulso y ejecución del Plan de Manejo Hídrico y Alerta Temprana de la Cuenca del Río Areco; acceso a gasificación, desagües pluviales, cloacas y agua potable con niveles de cobertura cercanos al 100%, creación de la Universidad Nacional de San Antonio de Areco, última creada en el país en 2015 por Ley 27213, Decreto 2706/2015 firmado el 02/12/2015 por Cristina Fernández de Kirchner. 

### Fundador de Movimiento Arraigo
Movimiento Arraigo es un espacio de conformación federal que existe desde 2016. El Movimiento propone un programa de gobierno de integración regional, nacional, provincial y municipal considerando las demandas y desafíos del Siglo XXI. Busca lograr un verdadero federalismo donde cada comunidad acceda a las condiciones necesarias para desarrollar su vida en plenitud.
Movimiento Arraigo pretende generar sociedades más justas e igualitarias y mejorar la calidad de vida de todos los habitantes de la Argentina. Para ello, propone garantizar acceso a derechos como empleo genuino y de calidad orientado a producción local y consumo de cercanía con perspectiva agroecológica. Además, pretende fomentar la educación pública local desde los 45 días hasta la universidad, el acceso justo al hábitat, las tecnologías de la información y la comunicación, la infraestructura, el saneamiento, el transporte, la justicia y la seguridad.
Durañona coordina en representación del Movimiento Arraigo una Comisión de Arraigo dentro del ámbito del Partido Justicialista Nacional.

### Actividad Legislativa
En octubre de 2019 encabezó la lista de Senadores Provinciales por la Segunda Sección Electoral, acompañando a la fórmula Axel Kicillof - Verónica Magario para la Gobernación y Alberto Fernández - Cristina Fernández de Kirchner para la Nación. En esa región, el Frente de Todos obtuvo el triunfo con el 46,5% de los votos.
Desde entonces, ordenó su labor legislativa en torno a la importancia de fomentar el arraigo de los y las bonaerenses en cada uno de los 135 Municipios, con eje en las siguientes áreas: justicia y modernización legislativa; vivienda y comunidad; el cuidado de la tierra, el hábitat y las comunidades sustentables; el fortalecimiento de los gobiernos locales; la conectividad; la alimentación y la producción.
Asimismo, atendiendo a la grave crisis sociosanitario mundial, producto de la pandemia de COVID-19, buena parte de su tarea legislativa estuvo orientada a coordinar esfuerzos con sus pares del bloque del Frente de Todos y Todas, así como con la gestión provincial, y el resto de las fuerzas vivas de la Provincia para generar herramientas y estrategias tendientes a mejorar la vida en tiempos tan adversos.
Durante sus cuatro años como Senador bonaerense, presentó 76 proyectos de ley y 23 declaraciones. Entre ellos se destacaron:
- Derechos de Usuarios y Consumidores:[8] busca facultar a los gobiernos locales para el control y correcto cumplimiento de la Ley de Abastecimiento en todo territorio, así como también el mejoramiento de las herramientas para la aplicación de la Ley de Defensa del Consumidor.

- Arraigo bonaerense:[9] orientado a crear una línea de créditos para la construcción de viviendas en parcelas para producir alimentos. De esta manera las familias productoras tienen acceso a un hogar y un trabajo digno, mientras la comunidad puede acceder a alimentos saludables y a un menor costo.

- Promoción de la agroecología:[10] busca promover la producción agroecológica de alimentos para cuidar la salud de los consumidores, con precios más justos, así como proteger al medioambiente de manera sostenible.

- Buenos Aires Conectada:[11] Busca garantizar el derecho universal de los y las bonaerenses a acceder a internet y eliminar las desigualdades vinculadas con la localización geográfica, el nivel socioeconómico, la edad o el género. Esto contribuiría al arraigo de las personas en sus lugares de origen.

- Parto humanizado:[12] La provincia de Buenos Aires adhirió a la Ley Nacional de Parto Humanizado, garantizando el respeto de mujeres y cuerpos gestantes, así como del resto de la familia, en el momento del previo al parto, durante el parto y el posparto.

- Provincia Petrolera: busca reconocer la relevancia de la actividad petrolera en Buenos Aires, al tiempo que promueve de manera sostenible el tratamiento de hidrocarburos líquidos y gaseosos.  Esta es una fuente importantísima de riqueza y empleo en la provincia, central para la recuperación económica que impulsa el ejecutivo.

- Juzgados de Paz, Vecinal y de Cercanía:[13] se orienta a dotar a los Juzgados de Paz, vecinales y de cercanía, radicados en la provincia de más y mejores herramientas y recursos para que puedan atender las demandas de las comunidades de manera ágil. De esta manera se genera una Justicia más eficaz y de cercanía, promoviendo el arraigo.

- Paridad de género en el Consejo de la Magistratura y el poder judicial:[14] se propone la paridad de género en la elección de los y las juezas integrantes del Consejo de la Magistratura y el Poder Judicial bonaerense.

- Creación y desarrollo de la Agencia de Promoción y Desarrollo de la Hidrovía Paraná - Paraguay[15] con el objeto de desarrollar, promocionar y fortalecer en el ámbito de la provincia la hidrovía, canal magdalena y la producción local. Esta iniciativa resulta estratégica en materia de soberanía sobre el río, en materia económica, ambiental y social.

- Ley de Precios Justos: para que los Municipios tengan la facultad de controlar precios y defender los derechos de consumidores y usuarios, garantizando así el cumplimiento de leyes y programas nacionales en el territorio.
- Ley de alquileres: para generar un alivio económico para los inquilinos estableciendo que el 4% de honorarios, los costos de certificación de firma y la solicitud de informe de dominio para el alquiler sean costeados por los propietarios.
- Incentivo al alquiler de viviendas deshabitadas: promueve el alquiler de viviendas para uso permanente. Propietarios de inmuebles con contrato de alquiler tendrán 50% de descuento en el impuesto inmobiliario, mientras que quienes tengan más de una vivienda deshabitada por más de un año pagarán un 50% más del impuesto inmobiliario. Lo recaudado se destinará a fortalecer el acceso a la tierra y vivienda en la provincia y los Municipios que dicten normas en el mismo sentido, recibirán 50% del fondo para la mejora del Hábitat.
- Registro de alquileres temporarios: quienes presten servicios mediante empresas o aplicaciones por más de 90 días al año y en al menos 5 ocasiones, deberán inscribirse al Registro de Prestadores Turísticos. Las plataformas de alquiler temporario deberán exhibir la información de forma accesible para el turista. Los prestadores tendrán un sello por categoría, acceso a capacitaciones, créditos para la mejora de servicios y participación en las promociones turísticas de la Provincia.

Comisiones que integró
Como Senador de la Provincia de Buenos Aires (2019-2023), Paco Durañona integró las siguientes Comisiones:
- Comisión Bicameral de Seguimiento de las Emergencias[16] (presidente)
- Legislación General (presidente)
- Asuntos Municipales, Descentralización y Fortalecimiento Institucional (vocal)
- Ambiente y Desarrollo Sostenible (vocal)
- Comercio Exterior, Mercosur y Política de Integración Regional (vocal)
- Organización Territorial y Vivienda (vocal)
- Obras y Servicios Públicos (vocal)

En la Comisión de Legislación General se destacó su labor en la Ley de Víctimas donde se le dio tratamiento con la participación de magistrados/as, especialistas, organizaciones y organizaciones de víctimas, enriqueciendo el proyecto original.

## Artículos publicados
Durañona colabora regularmente con diversos medios de la Argentina. Algunos de sus artículos:
- "El primer mostrador. La importancia de los municipios para controlar precios y garantizar derechos a usuarios y consumidores." El Cohete a la Luna, 21 de febrero de 2021[18]

- "Un punto de partida igualitario. La Legislatura bonaerense aprobó la ley que garantiza el acompañamiento de las víctimas." El Cohete a la Luna, 17 de enero de 2021[19]

- "Una Corte Federal en clave Arraigo. La verdadera Reforma Judicial: Cámaras por provincia y Corte de 25 miembros, uno por jurisdicción." El Cohete a la Luna, 27 de diciembre de 2020[20]

- "Los nadies de Obligado. Día de la Soberanía Nacional, a 175 años de la batalla de Vuelta de Obligado." El Cohete a la Luna, 22 de noviembre de 2020[21]

- "La flor azul. El Movimiento Arraigo y el desafío de organizar un federalismo del Siglo XXI." El Cohete a la Luna, 15 de noviembre de 2020[22]

- "Compañía Nacional de Arraigo. Por medio del cramdown el Estado puede convertirse en el accionista mayoritario de Vicentín." El Cohete a la Luna, 14 de junio de 2020[23]

- "Soberanía alimentaria y Vicentín." Algoritmo Mag, 9 de junio de 2020[24]

- "Opinión: control de precios, una herramienta para proteger a los consumidores." La Nación, 10 de abril de 2020[25]

- "El país después del virus. Una propuesta de desarrollo del mercado interno." El Cohete a la Luna, 5 de abril de 2020[26]

- "La importancia del apuro de Axel Kicillof." La Nación, 17 de enero de 2020[27]

- "La reforma jubilatoria es un escándalo para cualquier peronista." LetraP, 2 de julio de 2016[28]